# Драгаљско поље
Драгаљско поље или Драгаљ поље је мало крашко поље у југозападном делу Црне Горе. Налази се у општини Котор, северозападно од планине Орјен, на надморској висини од 640 метара. Име је добило по насељу Драгаљ. За време последње глацијације, поље је било прекривено ледником са Орјена, а након његовог повлачења засуто је флувиоглацијалним материјалом. На дну је земљиште слабе моћности и прилично неплодно, па је сходно томе неповољно за обраду и пољопривреду.